# Achrioptera lobipes
Achrioptera lobipes är en insektsart som först beskrevs av Rehn, J.W.H. 1940.  Achrioptera lobipes ingår i släktet Achrioptera och familjen Phasmatidae. Inga underarter finns listade i Catalogue of Life.